# Tre Maestri di Jiangdong
I Tre Maestri di Jiangdong (江東三大家T, 江东三大家S) furono un gruppo di letterati cinesi che vissero e scrissero durante la Transizione tra Ming e Qing. Essi erano Gong Dingzi, Wu Weiye, Qian Qianyi. Sono particolarmente famosi per aver fatto rivivere la poesia Ci classica cinese.